# スマイソン
スマイソン・オブ・ボンドストリート（Smythson of Bond Street）は、ロンドンに拠点を置く英国の文房具、革小物、日記帳、ファッション製品の製造業者である。

## 概要
スマイソンは1887年9月29日にロンドンのニューボンドストリート133番地に初めての店を開いた。同店の長い歴史の中の顧客にはヴィクトリア女王、エドモンド・ヒラリー、マドンナ、グレース・ケリーがいる。
このブランドは"先祖伝来の遺産（old money）"の高い価値を維持し続けていると同時に上流階級の若い顧客からは洗練されてファッショナブルだと見られている。しばしば結婚式やパーティで使用されるその顧客個別の特製品はスマイソンの独特のサービスである。最高級のソーシャル・ステーショナリー（social stationery、便箋・カード・封筒類）は、24金の枠取り、手塗りの縁取り、特注のエングレービングされた模様やモノグラムといった精緻な細工が施されたものもある。
スマイソンはアメリカ合衆国で最初の独立店舗をニューヨークの5番街近くの西57通りに出店した。サウィッキ・タレラ・アーキテクチャ・デザイン社（Sawicki Tarella Architecture Design）が商品のスタイルに合致した簡潔な線と色で構成された店舗をデザインした。スマイソンの商品は高級デパートのバーグドルフ・グッドマン（Bergdorf Goodman）でも購入できる。アメリカでの最も新しい店舗は2007年8月にロサンゼルスのロデオドライブ（Rodeo Drive）に開店した。英国内ではハーヴェイ・ニコルス（ Harvey Nichols）、ハロッズ、セルフリッジ（ Selfridges）のデパート内の小店舗でもスマイソンの商品を購入できる。

## 歴史
1950年代にジョン・メンジース・グループ（John Menzies Group）がスマイソンを傘下に収めた。その後スマイソンの代表取締役だったサラ・エルトン（Sarah Elton）が個人投資家の支援で経営権を買い取った。それ以降、事業は成長し現在では英国内に6店舗アメリカ合衆国に1店舗を構えるに至り、2004年のスマイソンの売り上げ利益は1,200万ポンドを記録した。
2005年初めにスマイソンの株主達は所有株の処分の指南役にキャベンディッシュ・コーポレート・ファイナンス社（Cavendish Corporate Finance Limited）を指名した。株主達は自己の株式の価値を最大にすることと同時に、スマイソンの高級ブランドとしての遺産を継承し且つ経営陣に業務成長の機会を与えてくれる新しい株主を真剣に探した。
IT関連事業で財を成した個人達で構成された組合の支援でケルソ・プレース・アセット・マネージメント社（Kelso Place Asset Management）とキング・ストリート・パートナーズ社（King Street Partners）が好ましい新株主と認められた。現在はフランク・スマイソン社（Frank Smythson Limited）の代表取締役で筆頭株主（leading executive shareholder）のエルトンはこの結果に満足していると述べた。